# 荳子埔
荳子埔，原寫為荳仔埔，是台灣新竹縣竹東鎮的一個傳統地域名稱，位於該鎮東北部。相較於今日行政區，其範圍大致包括陸豐里、二重里東端凸出部分、三重里東北端、五豐里東北端、榮華里北端、仁愛里西北端。

## 歷史
台灣清治末期至日治前期，荳子埔地區為一街庄，稱為「荳仔埔庄」，隸屬於竹北一堡。該庄昔日絕大部份為頭前溪溪中沙洲地，整體輪廓略呈西北—東南走向且西北端為尖狀的狹長形，東北側自西至東分別與崁下庄、柯仔林庄、石壁潭庄為鄰，南及西南側自東至西分別與鷄油林庄、樹杞林街、三重埔庄、二重埔庄為界。
1901年（日治明治三十四年）11月，全台設二十廳，該庄隸屬於新竹廳。1909年（明治四十二年）10月，合併二十廳為十二廳，該庄隸屬不變。1920年（大正九年），廢十二廳改設五州二廳，該庄改制並雅化為「荳子埔」大字，隸屬於新竹州竹東郡竹東街。
戰後竹東街改制為竹東鎮，隸屬於新竹縣，大字亦改制為里。1950年桃、竹、苗分治，竹東鎮隸屬不變。

## 河道變遷
昔日荳子埔地區為頭前溪分流之間的沙洲地。經河川整治並築堤後，荳子埔地區已被頭前溪主流河道分割為面積較大的東北部（陸豐里）與面積較小且零散分佈的西南部（其餘各里的西南岸河灘地）。

## 交通
國道3號又稱「福爾摩沙高速公路」，是貫穿台灣西部的兩條縱向高速公路之一，大致以東北－西南走向經過荳子埔地區中部偏東南。境內未設交流道，但東北鄰柯子林的縣道120號交會口即為竹林交流道，由此進入可快速前往台灣西部各地。
縣道120號是竹北下斗崙至尖石八五大橋的道路，也是頭前溪北岸主要的連絡道路，大致以西北—東南走向經過本地區東北部的一個邊界點，向西北可前往六家北郊後於竹北下斗崙與省道台1線交會，向東南可前往芎林市區南郊、內灣、尖石等地。
鄉道竹23線是崁下至荳子埔的道路，其南側端點位於本地區中部國道3號橋下的頭前溪北岸堤防道路口，由此往北轉東北出境即與縣道120號交會，續行可前往芎林市區，後轉西北可前往崁下再經縣道120號路口後，最終止於頭前溪北岸堤防道路的另一路口。
荳子埔西北端有新中正橋（公道五路、縣道115號），東南端有竹林大橋（縣道123號），但均為其他地區過境之用，與本地區內部無法直通。

## 學校
- 陸豐國小